# Capelleta de Sant Antoni (Montblanc)
La Capelleta de Sant Antoni és una petita capelleta del municipi de Montblanc (Conca de Barberà) protegida com a bé cultural d'interès local.

## Descripció
És una fornícula o capelleta adossada i tancada amb una vitrina que conté la imatge de Sant Antoni. És una escultura policromada i realista. Està coronada i darrere seu, pintat a la fornícula, hi ha un cercle de raigs pintat. Sembla estar en molt bon estat de conservació.